# Wereldkampioenschap ijshockey vrouwen 2001
Het wereldkampioenschap ijshockey vrouwen 2001 was het 7e wereldkampioenschap ijshockey voor vrouwen in de hoogste divisie en werd gespeeld van 2 t/m 8 april 2001 in de Verenigde Staten. De speellocaties waren 3M Arena at Mariucci in Minneapolis {waar de wedstrijden om de 1e t/m 4e plaats werden gespeeld), Schwan Super Rink in Blaine, Columbia Arena in Fridley, Ice Center in Plymouth, Rochester Olmsted Recreation Center in Rochester en Herb Brooks National Hockey Center in St. Cloud. 
Het deelnemersveld bestond uit acht landenploegen namelijk de nummers 1tot en met 7 van het  vorige wereldkampioenschap in 2000
en de winnaar van het B-wereldkampioenschap in 2000, Kazachstan. Wereldkampioen werd Canada met een 3-2 overwinning in de finale op de Verenigde Staten. De nummers 1 tot en met 7 plaatsten zich voor het volgende wereldkampioenschap in 2003. Degradant was nummer 8 Kazachstan. 

## Wedstrijdformule
De acht aan het toernooi deelnemende landen werden verdeeld in twee groepen van vier die een rond toernooi speelden. De nummers 1 speelden in de halve finale tegen de nummer 2 van de andere groep. De winnaars daarvan speelden de finale en de verliezers de wedstrijd om de 3e  plaats. De nummers 3 van de groepen speelden tegen de nummers 4 van de andere groep kruiswedstrijden. De winnaars daarvan speelden om de 5e plaats en de verliezers om de 7e plaats.

## Groep A

### Tabel
|    | Nationale ploeg | Gesp. | Winst | Gelijk | Verlies | Doelp. voor | Doelp. tegen | Doelp. verschil | Punten |
| -- | --------------- | ----- | ----- | ------ | ------- | ----------- | ------------ | --------------- | ------ |
| 1. | Canada          | 3     | 3     | 0      | 0       | 29          | 1            | +28             | 6      |
| 2. | Rusland         | 3     | 2     | 0      | 1       | 12          | 7            | +5              | 4      |
| 3. | Zweden          | 3     | 1     | 0      | 2       | 3           | 17           | -14             | 2      |
| 4. | Kazachstan      | 3     | 0     | 0      | 3       | 3           | 22           | -19             | 0      |

### Wedstrijden
2 april
- Zweden -  Rusland 0 – 3 (0-0, 0-2, 0-1)
- Kazachstan -  Canada 0 – 11 (0-4, 0-4, 0-3)

3 april
- Zweden -  Kazachstan 3 – 1 (1-0, 1-1, 1-0)
- Canada -  Rusland 5 – 1 (2-0, 3-1, 0-0)

5 april
- Canada -  Zweden 13 – 0 (4-0, 6-0, 3-0)
- Rusland -  Kazachstan 8 – 2 (3-0, 1-1, 4-1)

## Groep B

### Tabel
|    | Nationale ploeg  | Gesp. | Winst | Gelijk | Verlies | Doelp. voor | Doelp. tegen | Doelp. verschil | Punten |
| -- | ---------------- | ----- | ----- | ------ | ------- | ----------- | ------------ | --------------- | ------ |
| 1. | Verenigde Staten | 3     | 3     | 0      | 0       | 35          | 0            | +35             | 6      |
| 2. | Finland          | 3     | 2     | 0      | 1       | 12          | 17           | -5              | 4      |
| 3. | China            | 3     | 0     | 1      | 2       | 6           | 20           | -14             | 1      |
| 4. | Duitsland        | 3     | 0     | 1      | 2       | 2           | 18           | -16             | 1      |

### Wedstrijden
2 april
- Finland -  China 7 – 6 (4-3, 1-1, 2-2)
- Duitsland -  Verenigde Staten 0 – 13 (0-5, 0-6, 0-2)

3 april
- Finland -  Duitsland 5 – 2 (0-1, 3-1, 2-0)
- Verenigde Staten -  China 13 – 0 (6-0, 3-0, 4-0)

5 april
- China -  Duitsland 0 – 0 (0-0, 0-0, 0-0)
- Verenigde Staten -  Finland 9 – 0 (3-0, 5-0, 1-0)

## Competitie om de 5et/m 8eplaats

### Kruiswedstrijden
6 april
- China -  Kazachstan 4 – 1 (2-0, 1-1, 1-0)
- Zweden -  Duitsland 2 – 6 (1-2, 1-1, 0-3)

### Wedstrijd om de 7eplaats
6 april
- Kazachstan -  Zweden 1 – 3 (0-1, 0-1, 1-1)

### Wedstrijd om de 5eplaats
8 april
- China -  Duitsland 0 – 1 (0-1, 0-0, 0-0)

## Competitie om de 1et/m 4eplaats

### Halve finale
7 april
- Canada -  Finland 8 – 0 (2-0, 2-0, 4-0)
- Verenigde Staten -  Rusland 6 – 1 (2-1, 3-0, 1-0)

### Wedstrijd om de 3eplaats
8 april
- Finland -  Rusland 1 – 2 (0-1, 1-1, 0-0)

### Finale
8 april
- Verenigde Staten -  Canada 2 – 3 (1-1, 0-1, 1-1)

## Eindstand
| Plaats | Landenploeg      |
| ------ | ---------------- |
| Goud   | Canada           |
| Zilver | Verenigde Staten |
| Brons  | Rusland          |
| 4.     | Finland          |
| 5.     | Duitsland        |
| 6.     | China            |
| 7.     | Zweden           |
| 8.     | Kazachstan       |